# دوز و کلک (فیلم ۱۹۲۱)
دوز و کلک (انگلیسی: The Skin Game) یک فیلم صامت درام بریتانیایی-هلندی است که در سال ۱۹۲۱ منتشر شد و اقتباسی از نمایشنامه‌ای به همین نام اثر جان گالزورثی است. ۱۰ سال بعد کارگردان نامدار بریتانیایی آلفرد هیچکاک، نسخه‌ای ناطق از همین فیلم را در سال ۱۹۳۱ کارگردانی کرد و بازیگران اصلی این فیلم را دوباره در فیلم خودش به‌کار گرفت.

## گزیدهٔ بازیگران
- ادموند گون
- مری کلیر
- هلن هی
- مالکوم کین
- آیور بارنارد
- جک هابز